# Jan Palach
Jan Palach (AFI: [jan ˈpalax]; Praga, 11 agosto 1948 – Praga, 19 gennaio 1969) è stato un patriota cecoslovacco divenuto simbolo della resistenza antisovietica del suo Paese.

## Biografia

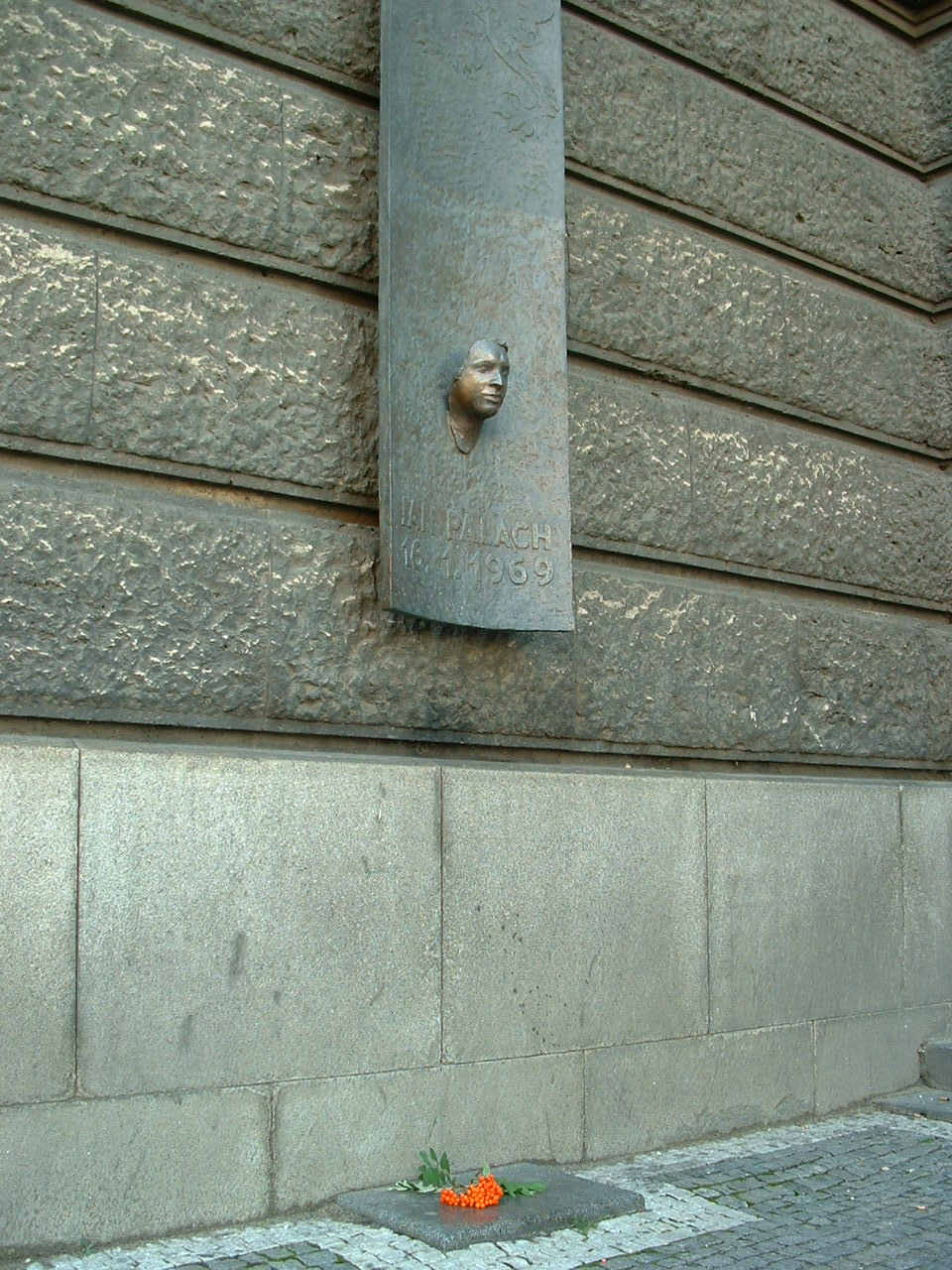
Monumento a Jan Palach a Praga

Jan Palach nacque mercoledì 11 agosto 1948 in una clinica privata in via Londýnská a Praga, come secondo figlio del pasticciere Josef Palach e di Libuše Palachová (nata Kostomlatská). Il padre era membro del Partito Socialista Cecoslovacco e del Sokol, anche la madre in seguito aderì al partito. Suo fratello maggiore Jiří era nato sette anni prima. Jan crebbe a Všetaty, a 40 chilometri da Praga, dove suo padre aveva un negozio di dolciumi. Frequentò la scuola elementare ed il liceo a Mělník. Sin da bambino dimostrò uno spiccato interesse per la storia, trasmessogli dal padre, specialmente per i grandi personaggi della storia boema, in particolare Jan Hus e Jan Žižka. I suoi professori e compagni lo descrissero come un ragazzo tranquillo, riflessivo, appassionato di storia, tecnica e scienze naturali, un grande lettore. Secondo le testimonianze dei famigliari Jan da adolescente aveva letto la Bibbia e l'intera opera storiografica di František Palacký. La sua era una famiglia di confessione protestante, Jan continuò a frequentare la chiesa per tutta la sua vita.
Un duro colpo per la famiglia fu la morte di Josef Palach, padre dei due fratelli, avvenuta improvvisamente all'inizio del 1962. Jan, che aveva all'epoca tredici anni, era molto affezionato al padre e la perdita fu per lui difficile da elaborare.
Decise di iscriversi alla Facoltà di filosofia dell'Università Carlo IV di Praga e superò gli esami necessari, ma non ottenne subito un posto a causa dell'elevato numero di domande e ripiegò sugli studi di economia politica. Nell'autunno del 1968 gli fu finalmente concesso di entrare nel corso di storia. Nel 1967 aveva partecipato ad una brigata di lavoro in Unione Sovietica, esperienza che ripeté anche l'anno successivo, tornando in Cecoslovacchia pochi giorni prima dell'invasione sovietica. Nell'autunno dello stesso anno partì ancora una volta, recandosi in Francia come aiutante alla vendemmia. Soggiornò nel villaggio di Santanay, in provincia di Digione. Assistette con interesse alla stagione riformista del suo paese, chiamata Primavera di Praga. Nel giro di pochi mesi, però, quest'esperienza fu repressa militarmente dalle truppe dell'Unione Sovietica e degli altri paesi che aderivano al Patto di Varsavia. Il 21 agosto, primo giorno dell'invasione, Palach si recò a Praga. Approcciò direttamente i soldati, molti dei quali giovani e senza un'idea precisa del perché fossero stati inviati là, parlando a lungo con loro. Aveva con sé una macchina fotografica e realizzò diversi scatti, raffiguranti i carri armati e i soldati nelle strade della capitale. Secondo le testimonianze di alcuni compagni che lo incontrarono in quell'occasione, era anche in possesso di una pistola, appartenuta al padre. Se avesse seriamente intenzione di usare l'arma contro i russi, non ci è dato sapere. Questo dettaglio, scoperto dagli storici solo di recente, non è tuttavia in contrasto con l'immagine di Palach che emerge dai racconti di chi lo conosceva, ossia quella di un ragazzo disposto a combattere per il suo Paese seguendo il modello di quegli eroi del passato che ammirava tanto.
Secondo quanto affermò Palach stesso, lui e alcuni suoi amici decisero di manifestare il loro dissenso attraverso una scelta estrema: immolare le proprie vite dandosi fuoco. Erano cinque e Palach fu il primo. Molto più probabilmente Palach agì solo, senza mettersi d'accordo con nessuno e senza avvertire neanche i suoi amici più intimi, inoltre nessuna delle persone che nei mesi successivi ripeterono il gesto di Palach lo conosceva personalmente. Aveva partecipato a scioperi studenteschi in protesta dell'invasione sovietica durante l'autunno del 1968. All'inizio di gennaio 1969 aveva scritto una lettera a Lubomír Holeček, capo del movimento studentesco, suggerendo un'occupazione dell'edificio della radio cecoslovacca in via Vinohradská, per diffondere un appello allo sciopero generale. La proposta non fu accolta e nessuna occupazione studentesca della radio ebbe luogo. Non è risaputo il momento preciso in cui Palach optò per un gesto di protesta più radicale. Passò il natale a casa a Všetaty con la madre. Il 15 gennaio partecipò al funerale dello zio materno Ferdinand. Il giorno seguente, giovedì 16 gennaio, si recò a Praga. Passò la mattina nel dormitorio studentesco di Spořilov, scrivendo prima una brutta copia e poi quattro lettere, di cui una indirizzata all'Unione degli scrittori cecoslovacchi, una a Lubomír Holeček e una al suo amico Ladislav Žižka, mentre portò con sé l'ultima. Salutò con disinvoltura i suoi compagni di stanza e uscì. Imbucò le lettere, insieme ad una cartolina indirizzata a Hubert Bystřičan, con cui aveva fatto amicizia in Kazakistan durante la brigata in URSS. La cartolina contiene un breve saluto ed è firmata "il tuo Hus". Mangiò in via Opletalova, in una mensa studentesca. Dopodiché acquistò due contenitori di plastica bianca che fece riempire di benzina nella stessa via Opletalova. Nel pomeriggio si recò in piazza San Venceslao, al centro di Praga, e verso le ore 14:25 si fermò ai piedi della scalinata del Museo Nazionale, dove depose il suo cappotto e la borsa, contenente la sua lettera e alcuni altri oggetti. Aprì con un coltello una bottiglietta di etere e ne annusò il contenuto, poi si cosparse il corpo di benzina e si appiccò il fuoco. In fiamme, saltò il parapetto che all'epoca si trovava davanti alla fontana e corse verso la statua di San Venceslao al centro della piazza, sotto gli occhi dei passanti. Fu quasi urtato da un tram e deviò in direzione del negozio di alimentari Dům potravin. A soccorrerlo fu Jaroslav Špírek, un tranviere, che spense le fiamme con un cappotto, aiutato poi anche da altre persone. Immediatamente, il ragazzo chiese ai presenti di leggere la sua lettera, temendo che le autorità l'avrebbero fatta sparire se ne avessero avuto l'occasione. Presto arrivò un'ambulanza che portò il giovane, ancora pienamente cosciente, dapprima all'ospedale situato in Karlovo Náměstí, dove però non fu ricoverato. Data la gravità delle sue ferite, che ricoprivano l'85% del suo corpo, i medici lo trasferirono immediatamente al reparto grandi ustionati della Clinica di chirurgia plastica di via Legerova, dove passò gli ultimi giorni della sua vita in una stanza singola, per ridurre al minimo il rischio di infezioni. Le prime parole che rivolse ai medici sull'ambulanza furono "Non sono un suicida!". Insistette anche in seguito che il suo gesto era una protesta, un grido alla coscienza della nazione, non un tentativo di suicidio motivato da un disagio personale.
La sera stessa fu trasmesso alla radio un comunicato con la notizia che uno studente aveva tentato di suicidarsi con il fuoco in piazza San Venceslao. Furono rese pubbliche solo le iniziali J.P. del suo nome.
Le prime persone a cui i medici permisero di fare visita a Jan in ospedale furono la madre ed il fratello, che giunsero a Praga il giorno seguente, 17 gennaio. Entrambi dovettero in seguito sottoporsi a cure psicologiche dato che il gesto di Jan li aveva profondamente scossi. Le condizioni del paziente erano gravi, ma era cosciente ed in grado di parlare, anche se con difficoltà. Lo stesso giorno la psicologa Zdenka Kmuníčková condusse una breve intervista con il ragazzo, registrata su cassetta. La mattina del 19 gennaio Jan espresse il desiderio di parlare con Lubomír Holeček e con l'amica Eva Bednáriková. In seguito al loro colloquio Holeček comunicò al pubblico attraverso la radio le parole rivoltegli da Jan, chiedendo che gli studenti non lo seguissero uccidendosi, come aveva preannunciato nella lettera, e piuttosto mettessero a frutto le loro vite continuando a lottare per i propri ideali da vivi.
(Jan Palach nell'intervista del 17 gennaio 1969)
Jan Palach morì in ospedale dopo tre giorni di agonia, il 19 gennaio 1969 alle ore 15:30, in seguito alle complicazioni dovute alle ustioni riportate. Come causa diretta del decesso fu riportata un'incipiente polmonite. Jaroslava Moserová, medico chirurgo plastico che lo operò, disse: "sapeva che stava per morire, e voleva che la gente capisse il motivo del suo gesto: scuotere le coscienze e mettere fine alla loro arrendevolezza verso un regime insopportabile".
Alla domanda, se sentisse molto dolore, Palach aveva risposto "abbastanza" e che "anche Jan Hus era morto sul rogo". Era molto interessato alle reazioni che aveva suscitato con il suo gesto, chiedeva ai medici di leggergli i giornali e si rallegrava sapendo che il suo sacrificio non era stato vano. Al suo funerale, tenutosi il 25 gennaio, parteciparono 600 000 persone, provenienti da tutto il Paese. Il feretro venne esposto nel cortile dell’Università Carolina. In tutta la città garrivano le bandiere nere. Un picchetto d’onore stazionava sotto la statua di San Venceslao, i giovani si davano il cambio nel reggere un drappo nero e la bandiera cecoslovacca. Centinaia di candele e lumini ardevano ai piedi della statua e nella piazza davanti al museo, nel punto in cui si era dato fuoco Palach, accanto a biglietti, poesie e copie della sua lettera. Già il giorno 16 gennaio, poche ore dopo che Palach si era immolato, nel luogo della sua protesta era comparso un cartello recante la scritta "qui si è dato fuoco uno studente ventenne". Nei giorni successivi le persone continuarono a radunarsi in piazza San Venceslao. Le autorità però non consentirono la sepoltura nel cimitero degli eroi nazionali; inoltre il 22 ottobre 1973 le autorità fecero spostare la salma dal luogo di sepoltura, che dal giorno della tumulazione era divenuta un luogo di pellegrinaggi, con il sepolcro invaso di fiori, biglietti, poesie e foto. Sotto la minaccia che il corpo finisse in una fossa comune, i suoi famigliari acconsentirono infine alla rimozione della tomba, sulla quale fu posta una nuova lapide con il nome di Marie Jedličková. I resti di Palach vennero riesumati, cremati e le ceneri consegnate alla madre. Solo nel 1974 venne concessa l’autorizzazione alla sepoltura nel cimitero di Všetaty con le sole iniziali J.P. Restò lì fino al 25 ottobre 1990 quando, ormai caduto il muro di Berlino, si svolse la solenne cerimonia di trasferimento delle ceneri al cimitero di Olšany a Praga. Poco dopo la morte di Palach, lo scultore Olbram Zoubek riuscì ad accedere all'obitorio dove si trovava il corpo del ragazzo e a prendere un calco da cui realizzò la sua maschera mortuaria, una copia in bronzo della quale si trova oggi sulla targa commemorativa davanti all'edificio dell'università che Palach aveva frequentato. È opera di Zoubek anche la lapide che si trova oggi sulla tomba di Palach.
Palach decise di non bruciare i suoi appunti e i suoi articoli (che rappresentavano i suoi pensieri e i suoi ideali), che mise in un sacco a tracolla molto distante dalle fiamme. Tra le dichiarazioni trovate nei suoi quaderni, spicca questa, copie della quale furono anche inviate da Palach a Ladislav Žižka, suo compagno di studi, a Lubomír Holeček, leader studentesco della Facoltà di lettere e Filosofia e all’Unione degli scrittori cechi.
La lettera era firmata "torcia numero uno", alludendo all'esistenza reale di un gruppo di volontari decisi a sacrificarsi. Era seguita da un post scriptum facente riferimento alla Primavera di Praga e alla successiva invasione sovietica del paese: "Ricordatevi di agosto. Nella politica internazionale si è liberato uno spazio per la Cecoslovacchia, sfruttiamolo." La lettera indirizzata all'Unione degli scrittori cecoslovacchi era invece seguita dalle parole: "Credo che le nostre nazioni non avranno bisogno di altra luce. Il gennaio 1968 è cominciato dall'alto, il gennaio 1969 deve cominciare dal basso (se ha da cominciare)."
Non si è mai saputo se davvero ci fosse un'organizzazione come quella descritta da Palach nella sua lettera.
È certo però che, grazie a questo gesto estremo, Palach venne considerato dagli antisovietici come un eroe e martire; in città e paesi di molte nazioni furono intitolate strade con il suo nome. Da parte di anticomunisti ed elementi di destra ci sono stati ripetuti tentativi di appropriarsi della figura di Palach, anche in Italia. Anche il teologo cattolico Zvěřina lo difese, affermando che "un suicida in certi casi non scende all'Inferno" e che "non sempre Dio è dispiaciuto quando un uomo si toglie il suo bene supremo, la vita".
Ai medici Palach disse d'aver preso a modello i monaci buddhisti del Vietnam, tra i quali il caso di Thích Quảng Đức (11 giugno 1963), menzionato come ispirazione di Palach anche nel film "Jan Palach" del 2018. Se il caso dei monaci buddhisti attirò l'attenzione mondiale, esistono esempi più vicini nel tempo al gesto dello studente ceco che potrebbero averlo ispirato: l'8 settembre 1968 Ryszard Siwiec, un impiegato polacco di 59 anni, si cosparse di benzina e s'immolò nello Stadio di Varsavia per protesta contro l'intervento dell'esercito polacco al fianco dei sovietici in Cecoslovacchia. Il 5 novembre successivo il dissidente ucraino Vasyl Makuch si diede fuoco in una strada del centro di Kiev contestando la repressione sovietica nel suo Paese e in Cecoslovacchia.
Il pubblico reagì al gesto di Palach con manifestazioni e cortei, mentre le autorità cercarono di contenere la situazione, controllando la diffusione di notizie e facendo pressione su chi troppo manifestava il proprio appoggio a Palach e contro il regime. Il deputato Vilém Nový cercò di diffondere una versione diffamatoria della vicenda, secondo cui Palach sarebbe stato istigato a compiere quel gesto. Secondo lui, Palach sarebbe stato convinto di usare invece della benzina un liquido speciale, il cosiddetto "fuoco freddo", che non gli avrebbe causato ustioni serie. Nový ricevette numerose accuse di diffamazione, tra cui una anche dalla madre di Palach. Al processo che ne seguì fu l'avvocatessa Dagmar Burešová a difendere Libuše Palachová, cercando strenuamente di ottenere giustizia per Jan Palach, non riuscendo tuttavia a vincere il processo. Il processo è trattato nella miniserie cinematografica Hořící keř (Il roveto ardente) del 2013.
Questo clima portò a drammatiche conseguenze: almeno altri sette, tra studenti e altri, seguirono il suo esempio e si tolsero la vita, nel silenzio degli organi d'informazione, controllati dalle forze d'invasione. Il 20 gennaio, a Plzeň, si diede fuoco Josef Hlavatý, operaio venticinquenne, morendo cinque giorni dopo. Le autorità cercarono di screditare Hlavatý, attribuendogli problemi personali legati all'alcolismo come motivazione reale del suo suicidio. Il presidente Ludvík Svoboda, in seguito al fatto, parlò in televisione alla nazione, cercando di dissuadere altri giovani dal darsi la morte nello stesso modo (temendo che Hlavatý fosse uno dei membri del gruppo menzionato da Palach). Il 22 gennaio la diciassettenne Blanka Nacházelová si uccise con il gas, volendo esprimere il suo sostegno a Palach ma non avendo il coraggio di togliersi la vita nel suo stesso modo. Il 25 febbraio si autoimmolò Jan Zajíc, studente diciottenne, che firmò la propria lettera d'addio come "torcia numero due", facendo indubbiamente riferimento a Palach. Mentre Palach riposa presso l'Olšanské hřbitovy di Praga, a Zajíc fu negato il funerale nella capitale, che aveva desiderato; fu invece sepolto nella sua città natale, Vítkov. Il 4 aprile, in occasione del venerdì santo, fu la volta di Evžen Plocek, operaio trentanovenne e membro del partito comunista cecoslovacco, che si diede fuoco davanti alla sede del partito comunista a Jihlava e morì il 9 dello stesso mese. Il gesto di Plocek fu trattato solo marginalmente dai media e anche nel suo caso si cercò di nascondere le motivazioni politiche dell'atto, descrivendo Plocek come un uomo affetto da depressione. Non solo in Cecoslovacchia ci furono casi di autoimmolazione: il 20 gennaio 1969 (lo stesso giorno di Hlavatý) lo studente ungherese Sándor Bauer, di soli sedici anni, si diede fuoco sulla scalinata del Museo Nazionale a Budapest per esprimere il suo sostegno a Palach e protestare contro l'invasione sovietica della Cecoslovacchia e la presenza di truppe sovietiche anche su suolo ungherese. Si interessava di politica, amava il suo paese ed era stato profondamente colpito dal gesto di Palach. Non tutti coloro che emularono il gesto di Palach morirono: il 13 aprile 1969 lo studente lettone Eliyahu Rips (scritto anche Elijahu o Ilya), che all'epoca aveva 20 anni, si diede fuoco a Riga e sopravvisse, diventando in seguito professore di matematica all'Università Ebraica di Gerusalemme.
Anche in altre circostanze ci furono atti di protesta che ricordano quello di Palach. Per protestare contro l'occupazione sovietica della Lituania, la soppressione della lingua lituana e l'annessione della Lituania al Blocco Sovietico, il 14 maggio 1972 lo studente lituano diciannovenne Romas Kalanta si diede fuoco a Kaunas, morendo quattordici ore più tardi. Similmente a Palach, divenne un simbolo ed eroe nazionale. Simile al caso di Kalanta furono quelli dell'ucraino Oleksa Hirnyk (1978) e di altri in varie nazioni del blocco sovietico. Il 19 settembre 1970 a Genova uno studente greco di geologia, Kōstas Geōrgakīs, iscritto all'Unione di Centro (EK, Ένωση Κέντρου) di Geōrgios Papandreou, si diede fuoco per protesta contro la Dittatura dei colonnelli. Sempre nel contesto della dissidenza nel Blocco orientale si inserisce l'autoimmolazione del pastore evangelico Oskar Brüsewitz: egli si diede fuoco il 18 agosto 1976 a Zeitz, nella regione di Halle, per denunciare l'oppressione della Chiesa da parte del regime comunista. Più recente è il caso di Mohamed Bouazizi (2010), che diede il via alla cosiddetta Primavera araba, mentre quello di Alain Escoffier (1977), attivista di destra francese, fu una dichiarata protesta anticomunista.
Nel 2003 ci fu una serie di suicidi compiuti nello stesso modo, di cui il primo fu quello del diciannovenne Zdeněk Adamec. Il giovane si diede fuoco in piazza San Venceslao, nello stesso luogo simbolico di Palach, lasciando una lettera in cui motivò il suo gesto come protesta contro le condizioni di vita in Repubblica Ceca, secondo lui paragonabili a quelle dei tempi comunisti. Nella lettera fece esplicitamente riferimento a Palach e Zajíc. Similmente, un uomo si diede fuoco sempre in piazza San Venceslao il 18 gennaio 2019 in occasione del cinquantesimo anniversario del gesto di Palach. Con molta probabilità il suicidio di Adamec fu frutto di una situazione di disagio personale, il ragazzo aveva problemi personali, ciononostante non è da escludere che sia stato influenzato dalla lettura di notizie su Palach e Zajíc. Si tratterebbe quindi di un esempio del cosiddetto Effetto Werther, per cui la pubblicazione di notizie riguardo a suicidi comporta il rischio di emulazione degli stessi da parte di soggetti impressionabili.

## Il ricordo
Sotto il regime comunista, che durò altri venti anni, fino alla Rivoluzione di velluto del 1989, il gesto di Palach non poteva essere commemorato apertamente. Fu proprio in occasione del ventesimo anniversario della sua morte, intorno alla metà di gennaio 1989, che da piccoli raduni commemorativi organizzati spontaneamente prese avvio una serie di manifestazioni, che prese il nome di Settimana di Palach e a cui parteciparono anche diversi firmatari della Charta 77. Durante le manifestazioni di quei giorni ci furono diversi arrestati, tra cui il futuro presidente della Cecoslovacchia Václav Havel.
Dopo il crollo del comunismo e la caduta del Muro di Berlino, la sua figura fu rivalutata: nel 1990 il presidente Václav Havel gli dedicò una lapide per commemorare il suo sacrificio in nome della libertà, posta in piazza San Venceslao, a Praga. Nel 1989 gli venne intitolata la piazza nel centro di Praga, davanti all'università che Palach aveva frequentato, fino ad allora dedicata all'Armata Rossa e già ufficiosamente ribattezzata Náměstí Jana Palacha (Piazza Jan Palach) dagli studenti nel 1969. Molte associazioni studentesche, anche di sinistra, lo ricordano come una persona morta in nome dei suoi ideali, e non sono pochi i circoli di giovani dedicati a Jan Palach. Dal 2014 il 16 gennaio in Repubblica Ceca ha valore di Giorno del Ricordo di Jan Palach.
A Praga si trovano diverse targhe commemorative e monumenti di vario genere dedicate a Palach e agli altri che sacrificarono le loro vite in protesta dell'occupazione e del regime comunista. Monumenti al giovane eroe si trovano anche in varie altre città ceche, slovacche ed europee. Tra i luoghi più fortemente associati al ricordo di Palach ci sono la sua casa natale a Všetaty, oggi casa-museo, le lapidi (una si trova sotto il monumento a San Venceslao e l'altra, a forma di croce, nel punto in cui Palach cadde a terra avvolto dalle fiamme) in piazza San Venceslao e la sua tomba al cimitero praghese di Olšany. Recentemente è stato scoperto che una scultura incompleta dell'architetto Karel Prager vicina al Museo Nazionale in piazza San Venceslao a Praga era stata progettata come monumento a Palach. L'opera, dal nome Plamen (Fiamma), è stata completata e ufficialmente inaugurata nel 2018. Un'altra opera d'arte dedicata a Palach a Praga si trova sul lungofiume Alšovo nábřeží. Si tratta di due sculture moderne dell'architetto americano (di origini ceche) John Hejduk, rappresentanti Palach e sua madre, dal titolo Dům syna a Dům matky (Casa del figlio e Casa della madre, alternativamente chiamate anche Casa del suicida e Casa della madre del suicida). Accanto alle sculture si trova una targa con la poesia Il funerale di Jan Palach di David Shapiro nelle lingue ceca e inglese. Sulla facciata dell'ospedale dove Palach morì, poco distante da piazza San Venceslao, l'artista Otakar Dušek ha realizzato un murale con i ritratti di Jan Palach e di Josef Toufar, sacerdote cecoslovacco morto nello stesso ospedale in seguito alle torture subite durante gli interrogatori della Polizia segreta. L'opera è stata recentemente rimossa nel corso della ristrutturazione dell'edificio. Dopo la sua riapertura (in quanto complesso di appartamenti con annesso caffè) sarà sostituita da una sobria lapide commemorativa; inoltre all'interno sarà realizzato uno spazio commemorativo accessibile al pubblico. 
In Italia esistono vie e piazze dedicate a Jan Palach in varie città, tra cui Roma, Napoli, Milano, Genova, Firenze e Pisa.

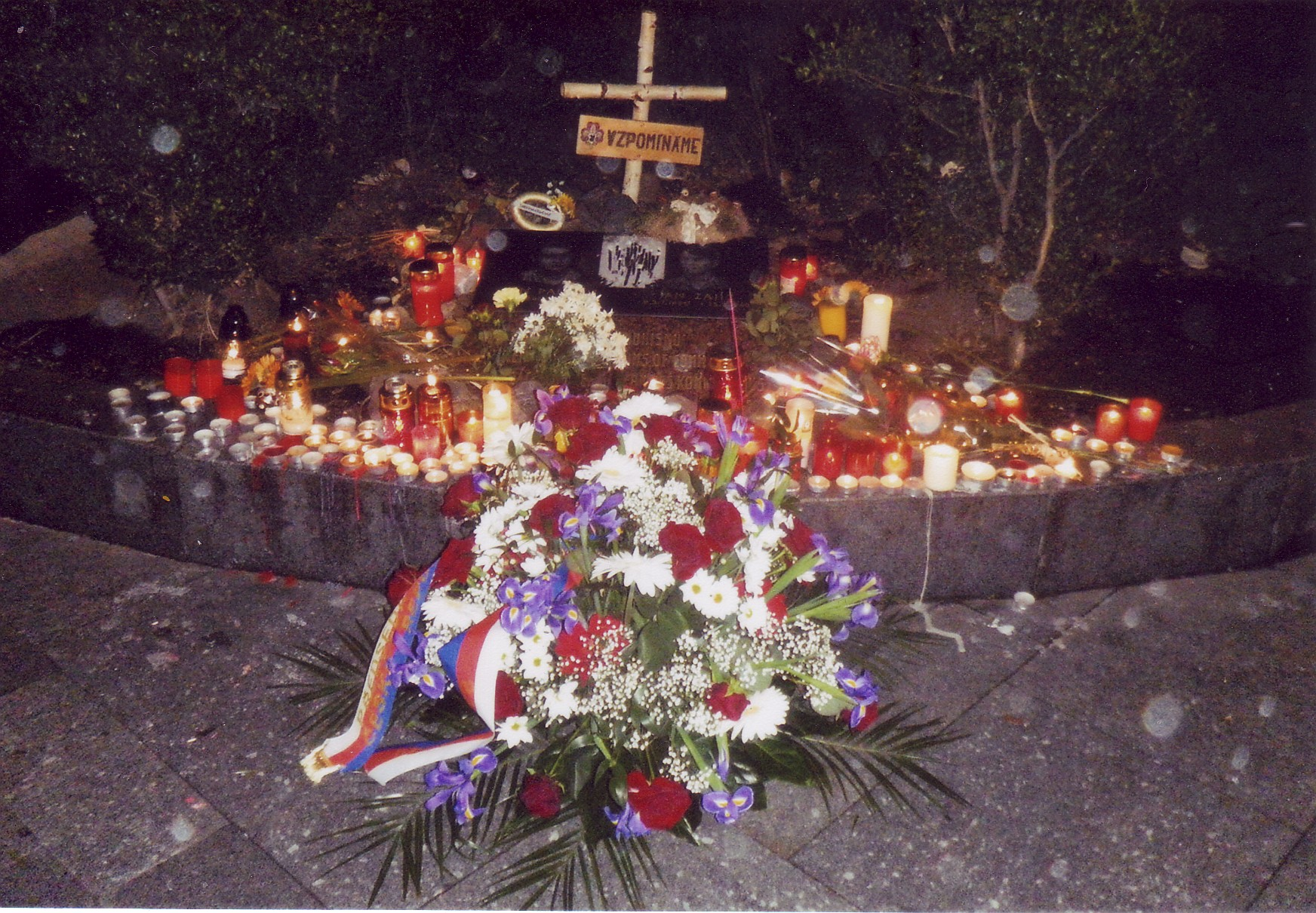
Monumento a Jan Palach e Jan Zajíc in piazza San Venceslao a Praga (novembre 2010).
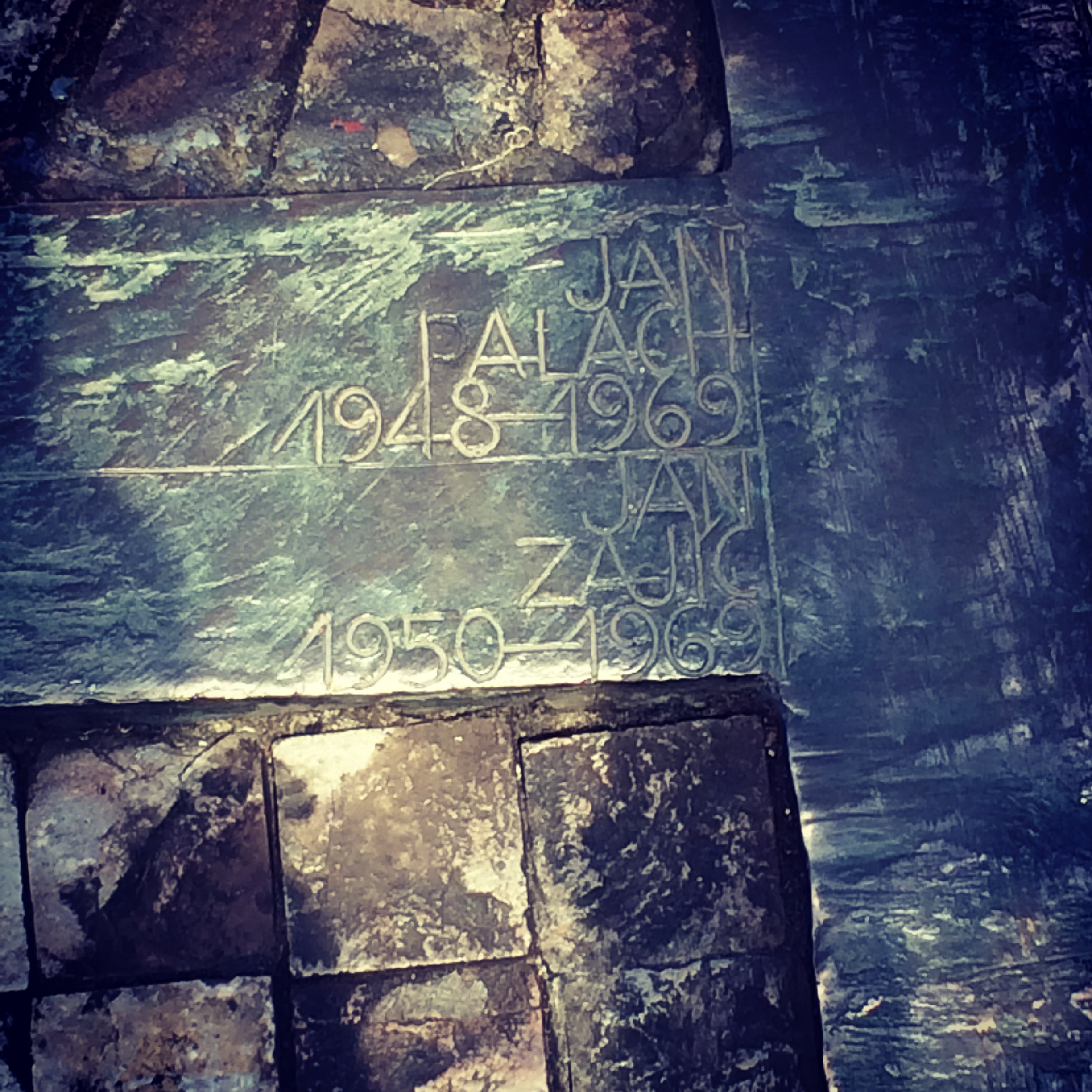
Iscrizione sulla Croce dedicata a Jan Palach e Jan Zajíc in Piazza San Venceslao a Praga.

## Nelle arti
Sono numerosi i riferimenti e le citazioni a Jan Palach in letteratura, poesia, musica, cinematografia e in altre arti. Il seguente elenco ne propone una selezione:
- Jan Palach compare nella canzone Primavera di Praga di Francesco Guccini, contenuta nell'album Due anni dopo, registrato nell'autunno del 1969 ed uscito nel 1970[48];
- Lo scrittore ceco Milan Kundera, nel suo romanzo La vita è altrove, cita la morte di Jan Palach e afferma che "avrebbe difficilmente potuto far giungere il suo grido alla coscienza della nazione se avesse scelto di morire annegato"[49];
- Nel 1969 il documentarista francese Raymond Depardon ha realizzato un film su Jan Palach[50][51];
- Nel 1969 il poeta sloveno Edvard Kocbek pubblicò una poesia intitolata Rocket (razzo), in cui giustappose due eventi di quell'anno: l'atterraggio dell'Apollo 11, "un atto insensato di nichilismo tecnologico", e "un razzo chiamato Palach che si lanciò nella storia, il suo messaggio fumoso è stato visto anche attraverso gli occhiali più scuri"[52];
- Jan Palach è, secondo alcuni, il protagonista (indicato con il solo nome di Jan) della tragedia in versi Bestia da stile di Pier Paolo Pasolini. E molto probabilmente Jan, alter ego di Pasolini nella pièce, include anche il riferimento all'eroe di Praga.[53][54];
- Il cantautore italo-belga Salvatore Adamo gli ha dedicato una canzone in lingua francese: Mourir dans tes bras (Vorrei morire tra le tue braccia). Scritta nel 1969, immediatamente dopo il triste epilogo della primavera spezzata, contiene il verso "c'è chi muore in primavera come una torcia, sbarrando la strada per un istante ai carri armati..."[55];
- In un frammento di testo di una canzone dei Litfiba, A Satana (si tratta della loro prima canzone italiana), si fa riferimento alla "torcia di Palach"[56];
- Il poeta pakistano Qazi Zafar Iqbal ha reso omaggio a Jan Palach componendo una poesia in urdu. La poesia è inclusa nel suo libro "Ghurfa-e-Shab (La finestra della notte)" pubblicato nel 2006 nella città di Lahore;
- In occasione del 40º anniversario della morte di Palach, una statua scolpita da András Beck in omaggio allo studente è stata trasportata dalla Francia alla Repubblica Ceca. La statua è stata posata a Mělník, la città in cui Jan Palach ha effettuato i suoi studi;
- Il compositore gallese (residente in Lussemburgo) Dafydd Bullock è stato incaricato di scrivere "Requiem for Jan Palach" (op 182) per commemorare il quarantesimo anniversario del suicidio di Palach. Comprende un'ambientazione di parole apparse brevemente su una statua in piazza Venceslao dopo l'evento, prima di essere cancellate dalle autorità: "Non siate indifferenti al giorno in cui la luce del futuro è stata portata avanti da un corpo in fiamme"[57];
- Nella loro canzone del 1983 Nuuj Helde, la Janse Bagge Bend (dai Paesi Bassi) chiede se la gente sa perché Jan Palach si è dato fuoco. Questa canzone aveva lo scopo di sensibilizzare il grande pubblico sugli eroi;
- Il gruppo musicale di estrema destra Compagnia dell'Anello ha pubblicato un brano a lui intitolato, appunto Jan Palach. Anche i Kasabian, band musicale inglese, gli hanno dedicato una canzone, Club Foot, contenuta nell'album musicale omonimo del 2005. I Management del dolore post-operatorio citano Jan Palach nella canzone Norman;
- Nel 2013 la regista polacca Agnieszka Holland ha realizzato una miniserie prodotta dalla HBO Europa in cui racconta i fatti successivi alla morte di Palach, concentrandosi sul processo contro le false dichiarazioni rilasciate da alcuni politici: Burning Bush - Il fuoco di Praga, trasmesso da Rai 3 nel 2014;
- Il film biografico Jan Palach del regista ceco Robert Sedláček, uscito nel 2018 in occasione del cinquantesimo anniversario dell'invasione sovietica della Cecoslovacchia, ripercorre gli ultimi sei mesi della vita dello studente, dalla brigata in URSS al fatidico gesto[29];
- La vita e il sacrificio di Jan Palach sono i protagonisti del romanzo a fumetti Jan Palach. Praga 1969. Una torcia nella notte, il primo in Italia dedicato alla storia dello studente ceco, edito da Ferrogallico Editrice, 2019. Una produzione internazionale a cura di Petr Vyoral, Emanuele Ricucci e Umberto Maiorca[58][59];
- Il cantante ceco Michal Hrůza dedica a Jan Palach la canzone J.P., contenuta nel suo album Noc (Notte) del 2012[60];
- La canzone Ticho (Silenzio) di Bohdan Mikolášek, del 1969 è stata scritta in occasione della morte di Palach;
- Jan Palach è probabilmente il protagonista (mai confermato dall'autore) della canzone del 1977 Kam tenkrát šel můj bratr Jan (Dove andò quella volta il mio fratello Jan) di Karel Gott;
- Il giornalista e scrittore ceco Jiří Lederer raccolse per anni materiali per un libro su Jan Palach, pubblicato infine nei 1990, dopo la morte di Lederer con il titolo Jan Palach. La vita, il gesto e la morte dello studente ceco. Il libro è stato pubblicato in Italia nel 2019 da Schena Editore[61].